# Поклюка
46°21′37″ пн. ш. 14°01′48″ сх. д. / 46.36027778° пн. ш. 14.03° сх. д.
Поклюка — лісисте плато на висоті приблизно 1300 метрів над рівнем моря, яке частково належить муніципалітету Блед, а частково муніципалітету Богінь у північно-західній Словенії. Плато є частиною Національного парку Триглав. Воно відоме своїми спортивними спорудами, зокрема Біатлонним центром Поклюка, де щороку проходять етапи Кубка світу з біатлону. Поклюка є також центром збору для любителів гірського туризму.
У 18 ст. на плато були вирубані березові й ялинові ліси для потреб плавильних підприємств Богіня в деревині. Відтоді на їхньому місці виросли в основному смерекові ліси. На плато зустрічаються болота, що є незвичним для настільки значної висоти. 